# Condylostylus poecilus
Condylostylus poecilus är en tvåvingeart som beskrevs av Becker 1922. Condylostylus poecilus ingår i släktet Condylostylus och familjen styltflugor. Inga underarter finns listade i Catalogue of Life.